# Le cantatrici villane
Le cantatrici villane è un'opera in due atti del compositore Valentino Fioravanti su libretto di Giuseppe Palomba. La prima rappresentazione ebbe luogo al Teatro dei Fiorentini di Napoli nel 1798 o nel 1799 Una versione riveduta in un atto fu rappresentata al Teatro San Moisè a Venezia nel 1801, col titolo Le virtuose ridicole, con libretto rivisto da Giuseppe Maria Foppa e ambientazione a Frascati anziché a Casoria.
Le cantatrici villane, lavoro «ricco di ispirazione nelle sue pirotecniche trovate sceniche», unisce pagine di pungente satira del mondo teatrale settecentesco a momenti di maggior lirismo.
Un'opera di Antonio Cagnoni basata sullo stesso libretto, col titolo Don Bucefalo, fu rappresentata a Milano nel 1847.

## Trama
La vicenda si svolge nel XVIII secolo a Casoria, nei pressi di Napoli.
Tre ragazze di campagna hanno l'ambizione, sotto la guida dell'ignorante maestro di musica Don Bucefalo, di diventare virtuose belcantiste, e anche un giovane, Don Marco, sogna di divenire cantante. Agata e Giannetta sono invidiose di Rosa, che sembra la prediletta di Don Bucefalo.
Le cose si fanno complicate quando ritorna inaspettatamente Carlino, marito geloso di Rosa e soldato spaccone. Carlino, temendo di essere tradito da Rosa, fa irruzione in incognito in casa di quest'ultima, dove si sta tenendo la prova generale di un'impegnativa opera in cui dovrebbero recitare gli allievi di Don Bucefalo. L'arrivo dei gendarmi, condotti da Giannetta, pone fine alla confusione e tra Carlino e Rosa ritorna l'armonia.

## Struttura musicale
- Sinfonia

### Atto I
- N. 1 - Introduzione Che bel gusto è in sul mattino (Rosa, Agata, Nunziella, Bucefalo, Giannetta)
- N. 2 - Aria di Giannetta Un cor mi predice
- N. 3 - Terzetto fra Rosa, Agata e Bucefalo Io dirò, se nel gestire
- N. 4 - Arietta di Marco Regnanto tradito
- N. 5 - Terzetto fra Carlino, Marco e Bucefalo Oh sospirate mura
- N. 6 - Aria di Agata Più non sta col collo torto
- N. 7 - Sestetto Apri la bocca, e fa' come fo io (Bucefalo, Rosa, Carlino, Marco, Agata, Giannetta)
- N. 8 - Aria di Marco Si è la moglie bona, e modesta
- N. 9 - Aria di Carlino Dov'è la fé giurata
- N. 10 - Aria di Bucefalo Tutti nemici, e rei
- N. 11 - Finale I Chi m'ha tolto, poveretta (Rosa, Bucefalo, Marco, Carlino, Agata, Giannetta, Nunziella)

### Atto II
- N. 12 - Aria di Nunziella Cantate figliuola
- N. 13 - Terzetto fra Giannetta, Agata e Rosa Morì la villanella
- N. 14 - Duetto fra Carlino e Bucefalo A noi coraggio, alò, fuori la spada
- N. 15 - Aria di Bucefalo Ttai, ttai, ttai, llarà, llarà (Bucefalo, Marco, Rosa, Agata, Giannetta, Nunziella, Carlino)
- N. 16 - Aria di Rosa Ah non son io che parlo
- N. 17 - Quintetto Ombra che tetra, e squallida (Carlino, Rosa, Agata, Marco, Bucefalo)
- N. 18 - Finale II Ciel chi veggio... (Rosa, Agata, Marco, Carlino, Giannetta, Nunziella, Bucefalo)

## Discografia
- 1951 – Alda Noni (Rosa), Agostino Lazzari (Carlino), Sesto Bruscantini (Don Bucefalo), Ester Orell (Agata), Franco Calabrese (Don Marco), Fernanda Cadoni (Giannetta) - Direttore: Mario Rossi - Orchestra di Napoli dell'Associazione "Alessandro Scarlatti" - LP: Cetra Soria 50102; CD: Warner-Fonit Cetra 5050467-1200-2-0[6]
- 1992 - Maria Angeles Peters (Rosa), Ernesto Palacio (Carlino), Giorgio Gatti (Don Bucefalo), Giovanna Manci (Agata), Danilo Serraiocco (Don Marco), Floriana Sovilla (Giannetta) - Direttore: Roberto Tigani - Orchestra sinfonica del Conservatorio Licino Refice - Registrazione dal vivo - CD: Bongiovanni (GB 2135)[7]